# 50 Cent Party
Mit dem englischsprachigen Begriff 50 Cent Party, auch 50 Cent Army (chinesisch 五毛党 wǔmáo dǎng, wörtl. Fünf-Groschen-Partei; dt. auch 50-Cent-Partei), werden Internetkommentatoren bezeichnet, die vom Staatsrat der Volksrepublik China bezahlt werden und die über propagandagesteuerte Kommentare gezielt das Meinungsbild in Internetforen und sozialen Netzwerken manipulieren.
Laut Schätzungen sind etwa zwei Millionen chinesische Regierungsangestellte damit beschäftigt und posten pro Jahr etwa 450 Millionen Kommentare in chinesischen sozialen Medien. Sie sind dabei vor allem auf dem Twitter-Klon Sina Weibo und dem Google-Klon Baidu aktiv. Laut einer von drei Harvard-Wissenschaftlern veröffentlichten Studie ist das Ziel dabei vor allem die Ablenkung von politisch kontroversen Themen. Dazu würden die Propagandisten beispielsweise die Regierung loben, Symbole der Partei verbreiten oder auf die Geschichte der Kommunistischen Partei verweisen. Dabei ließen sich die Internetkommentatoren nicht in Diskussionen verwickeln und gingen nicht auf Argumente anderer Kommentatoren ein.
Der Name ist abgeleitet von der Behauptung, dass Kommentatoren für jeden Beitrag 50 Cent (in Renminbi) bezahlt werden sollen, obwohl einige spekulieren, dass sie wahrscheinlich nicht für Beiträge bezahlt werden, sondern als Teil ihrer offiziellen Parteiaufgaben dazu verpflichtet werden. Sie sollen positive Kommentare oder Artikel über populäre chinesische Social-Media-Netzwerke erschaffen, um Diskussionen entgleisen zu lassen, die für die Kommunistische Partei nicht hilfreich sind, und fördern Erzählungen, die den Interessen der Regierung dienen, zusammen mit abfälligen Kommentaren und Fehlinformationen über politische Gegner und Kritiker der chinesischen Regierung im In- und Ausland. Dies wird auch als abwertender Begriff gegen Menschen mit wahrgenommenen pro-KPCh oder chinesischen nationalistischen Ansichten verwendet.
Eine Abhandlung der Harvard University aus dem Jahr 2016 ergab, dass chinesische Internet-Kommentatoren im Gegensatz zu gängigen Annahmen meist bezahlte Regierungsbeamte sind, die in Krisenzeiten auf Regierungsrichtlinien reagieren und chinesische Social Media mit regierungsfreundlichen Kommentaren überfluten. Sie führen auch nur selten direkte Argumente an, und etwa 80 % der analysierten Stellen sind Cheerleader für China mit inspirierenden Slogans, und 13 % beinhalten allgemeines Lob und Vorschläge zur Regierungspolitik.
Ab 2016 scheint diese Praxis weitgehend aufgehört zu haben, und die propagandistische Beteiligung an Internet-Diskussionen ist Teil der normalen Arbeit der kommunistischen Parteifunktionäre geworden. Auch die Art der Partizipation ist nuancierter und weniger aggressiv geworden. Untersuchungen ergaben, dass eine „massive Geheimoperation“, um Chinas Internet mit Propaganda zu füllen, zu etwa 488 Millionen Beiträgen von gefälschten Social-Media-Konten geführt hat, von den 80 Milliarden Beiträgen, die in chinesischen Social Media generiert wurden. Um ihren Einfluss zu maximieren, werden ihre regierungsfreundlichen Kommentare vor allem in Zeiten intensiver Online-Debatten ausgeführt, und wenn Online-Proteste die Möglichkeit haben, sich in reale Handlungen zu verwandeln.

## Namensherkunft
Der Name 50 Cent party leitet sich von dem Gerücht ab, dass die Manipulatoren 50 Cent des Renminbi pro Beitrag erhalten sollen. Dies entspräche etwa 5 Eurocent.
Der Harvard-Studie zufolge werden nahezu alle Postings von Regierungsmitarbeitern verfasst. Dabei handelt es sich unter anderem um Mitarbeiter von Steuerbehörden und Gerichten. Diese Tätigkeit wird offensichtlich nicht gesondert vergütet, sondern gehört zu den Aufgaben der Beamten.

## Geschichte
Im Oktober 2004 begann die Werbeabteilung von Changsha mit der Einstellung von Internet-Kommentatoren, in einer der ersten bekannten Anwendungen von professionellen Internet-Kommentatoren.
Im März 2005 hat das Bildungsministerium der Volksrepublik China eine systematische Zensur der chinesischen College-Bulletin Board Systeme (BBS) eingeführt. Die beliebte „Kleine Lilie“-BBS, die von der Universität Nanjing betrieben wird, musste schließen. Als ein neues System eingeführt werden sollte, stellten Schulbeamte Studenten als nebenberufliche Webkommentatoren ein, die aus den Mitteln der Universität für das Studium bezahlt wurden, um das Forum nach unerwünschten Informationen zu durchsuchen und aktiv mit parteifreundlichen Standpunkten zu kontern. In den folgenden Monaten begannen die Parteiführer von Jiangsu ihre eigenen Teams einzustellen. Mitte 2007 waren von Schulen und Parteiorganisationen rekrutierte Webkommentatoren-Teams in ganz China verbreitet. Die Pädagogische Universität Ostchina beschäftigte Studenten, die nicht nur in politischen Diskussionen, sondern auch in allgemeinen Diskussionen und Beiträgen in Hochschulforen auf Anzeichen von Meinungsverschiedenheiten achten sollten. Danach begannen einige Schulen und lokale Regierungen, ähnliche Teams zu gründen.
Am 23. Januar 2007 forderte der damalige chinesische Parteichef Hu Jintao beim 38. kollektiven Lernen des Politbüros eine „Stärkung der ideologischen und öffentlichen Meinungsbildung und positiven Publizität.“ Große chinesische Websites und lokale Regierungen wurden aufgefordert, die Sprüche von Hu zu veröffentlichen und „Genossen mit guter politischer Qualität“ auszuwählen, um „Teams von Internet-Kommentatoren“ durch das Zentralkomitee der Kommunistischen Partei Chinas (中共中央办公厅) und das Generalbüro des Staatsrates (国务院办公厅) zu gründen.
Seitdem hat die negative Berichterstattung der lokalen Behörden im Internet zugenommen. In einem Fall, der in der China Digital Times beschrieben wurde, etablierte das Amt für öffentliche Sicherheit in Jiaozuo der Provinz Henan einen Mechanismus zur Analyse der öffentlichen Meinung, nachdem Kritik an der polizeilichen Behandlung eines Verkehrsunfalls im Internet aufgetaucht war. Das Amt antwortete mit 120 Mitarbeitern, die forderten, dass die Wahrheit im Einklang mit der öffentlichen Meinung enthüllt wird, die sich allmählich wandelte und schließlich die Position der Polizei unterstützte und das ursprüngliche Plakat anprangerte. Nach dem Aufstand in Guizhou 2008 wurden die Internetforen mit kritischen Beiträgen zu den lokalen Behörden gefüllt; die China News Weekly berichtete später, dass „die Hauptaufgabe der Propaganda-Gruppe darin bestand, Kommentatoren zu vergangenen [sic] Beiträgen auf Websites zu organisieren, um die öffentliche Meinung im Internet zu leiten.ׅ“
Im Jahr 2010 veröffentlichte die offizielle Website des Kommunistischen Jugendverbandes Chinas in Schanghai eine Zusammenfassung eigener Aktivitäten dieser Art. Diese erwähnte, dass Internetreporter der Schanghaier Stadtverwaltung über 200 Themen auf verschiedenen Webseiten und Foren veröffentlicht hätten. Dabei handelte es sich um die Webseiten der chinesischen Volkszeitung People’s Daily, der chinesischen Nachrichtenagentur Xinhua, Sina Corporation und dem Internetforum Tianya. Die Internetreporter hatten dort über Vorfälle, die im Jahr 2009 geschahen, berichtet. Dazu gehörte der Einsturz eines 13-Stöckigen Wohnhauses; die Zwangsinstallation des Programms Green Dam Youth Escort; die Brutalität von Beamten der Stadtverwaltung und Strafverfolgungsbehörde der Stadt Putuo; die Kontrolle des Influenza-A-Virus H1N1; die Selbstverbrennung von Pan Rong, und so weiter. Diese Informationen wurden von der Internet-Publizitätsstelle in Schanghai gelobt.
Im Dezember 2014 hackte ein chinesischer Blogger die E-Mail-Archive der Internet-Propagandaabteilung des Bezirks Zhanggong in Ganzhou und veröffentlichte diese. Darunter waren über 2.700 E-Mails von Internet-Kommentatoren der 50 Cent Party. Daraus ging beispielsweise hervor, dass Shi Wenqing, Sekretär der Ganzhou-Niederlassung der Kommunistischen Partei Chinas, am 16. Januar 2014 einen „Internet-Austausch“ im Fernsehen durchführte, in dem er Fragen aus einem lokalen Nachrichten-Website-Forum beantwortete. 50-Cent-Party-Kommentatoren wurden angewiesen sieben Diskussionspunkte einzubringen, wie zum Beispiel „Ich bewundere wirklich den Parteisekretär Shi, was für ein fähiger und effektiver Parteisekretär! Ich hoffe, er kann für die nächsten Jahre der Vater von Ganzhou sein.“

## Arbeitsweise
Das Ministerium für Kultur der Volksrepublik China führt regelmäßig Schulungen durch, bei denen die Teilnehmer eine Prüfung ablegen müssen, wonach sie eine Arbeitsbescheinigung erhalten. 2008 wurde die Gesamtzahl der 50-Cent-Mitarbeiter auf Zehntausende, und möglicherweise sogar auf 280.000 bis 300.000 geschätzt. Jede große chinesische Website wird vom Informationsbüro beauftragt, ein geschultes Team von Internet-Kommentatoren auszubilden.
Nach Meinungen chinesischer Kommunisten über die Rekrutierung des Arbeitsausschusses der Universität (provisorisch) werden die Internet-Kommentatoren der Universität hauptsächlich aus Kadern oder Studentenkadern der Werbeabteilung an Universitäten der Kommunistischen Partei, der Jugendliga, des Büros für Akademische Angelegenheiten, des Netzwerkzentrums, der Zulassungsstelle des Arbeitsamtes, der Abteilung für politische Theorie, der Ausbildungsabteilung und anderen Einheiten ausgewählt.
Das Bezirksgericht Qinghe, Huai’an organisierte eine Arbeitsgruppe von 12 Kommentatoren. Die Provinz Gansu stellte 650 Kommentatoren ein, ausgesucht nach ihren Schreibfähigkeiten. Die ersten 26 Kommentatoren der Suqian-Kommunal-Werbeabteilung wurden im April 2005 von der Zeitung Yangtse Evening Post veröffentlicht. Laut dem hochrangigen unabhängigen chinesischen Blogger Li Ming müssen die pro-chinesischen Regierungs-Webkommentatoren „mindestens Zehntausende“ zählen.
Wen Yunchao, ein ehemaliger Internet-Kommentator, sagte, dass es etwa 20 Vollzeit-Kommentatoren für die lokalen Nachrichten-Websites in Guangdong gebe. Der Internet-Kommentator einer Disziplinprüfungskommission auf Landkreisebene schätzte mehr als 100 Freizeit-Internet-Kommentatoren in seinem Kreis, dessen Bevölkerung etwa 1 Million betrug. Hu Yong, ein Internet-Experte der Universität Peking, sagte, dass „die Meinungsbildner bereits verschiedene Schichten der chinesischen Gesellschaft durchdrungen haben“, er fand Beobachter der öffentlichen Meinung, die sich mit negativen Informationen über die Foren auf dem Flughafen der Touristenstadt und der Mittelschule auf Bezirksebene befassen. Eine Harvard-Studie von 2016 schätzte, dass die Gruppe etwa 488 Millionen Social-Media-Kommentare pro Jahr veröffentlicht.
In einem Artikel von Xiao Qiang auf der Website China Digital Times wird eine zugespielte Dienstanweisung an die chinesischen Internetkommentatoren wie folgt beschrieben:
Um den Einfluss der taiwanesischen Demokratie zu umschreiben, um in der Arbeit der öffentlichen Meinungsführung weiter voranzukommen und im Einklang mit den Anforderungen der höheren Instanzen „strategisch und qualifiziert zu sein“, hoffen wir, dass Internetkommentatoren gewissenhaft die Denkweise der Netzbürger verstehen, internationale Entwicklung erfassen und die Arbeits eines Internetkommentators besser durchführen. Zu diesem Zweck wird folgende Bekanntmachung erlassen:
1. So weit möglich soll Amerika das Ziel der Kritik sein. Spielen Sie die Existenz Taiwans herunter.
2. Greifen Sie die (Idee der) Demokratie nicht direkt an, sondern nutzen Sie die Argumentation „Welches System kann tatsächlich Demokratie umsetzen“.
3. Nutzen Sie so weit möglich Gewalthandlungen und unzumutbare Zustände in westlichen Ländern als Beispiele dafür, dass Demokratie nicht für den Kapitalismus geeignet ist.
4. Nutzen Sie die Einmischung von Amerika und anderen Ländern in internationale Angelegenheiten, um zu erklären, dass westliche Demokratie tatsächlich eine Invasion anderer Länder ist und wie der Westen die westlichen Werte anderen Ländern aufzwingt.
5. Nutzen Sie die blutige und schmerzvolle Geschichte der (einst) schwachen Menschen (in China), um parteifreundliche und patriotische Emotionen zu provozieren.
6. Vermitteln Sie den Eindruck, dass die positive Entwicklung innerhalb von China die (soziale) Stabilität unterstützt.[41][42]

## Gehalt
Die englische Version der in China ansässigen Global Times berichtete, dass die Internet-Kommentatoren der Werbeabteilung in Changsha 0,5 Yuan (ca. 0,06 Euro) pro Beitrag bezahlt bekamen, was als Herkunft des Begriffs „50 Cent Party“ gilt. Laut der lokalen Website zur Parteibildung betrug das Grundgehalt dieser Kommentatoren im Jahr 2006 jedoch 600 Yuan (ca. 76,00 Euro) pro Monat.
Im Jahr 2010 erhielten die Internet-Kommentatoren der Kommunalausschuss-Parteischule in Hengyang 0,1 Yuan (ca. 0,01 Euro) pro Beitrag und weniger als 100 Yuan (ca. 12,71 Euro) monatlichen Bonus.
Der Internet-Kommentator einer Disziplinprüfungskommission auf Landkreisebene aus der Provinz Hunan sagte der Global Times, dass ein Artikel mit 500 Wörtern 40 Yuan (ca. 5,09 Euro) auf lokalen Websites und 200 Yuan (ca. 25,44 Euro) auf nationalen Websites wert sei.
Diejenigen, die exzellente Anregungen gegeben haben, werden von der Regierung als exzellente Kritiker geehrt.

## Bezeichnungen
Es gibt alternative offizielle sowie einige inoffizielle Begriffe für Internet-Kommentatoren, die Netizen für sie geprägt haben:
- Internet Kommentator (offiziell)
- Internet-Prüfer und Kommentator (offiziell)
- 50 Cent Party oder 50 Cent Armee (inoffiziell)
- Affe, der sich im Internet äußert (inoffiziell)
- Rote Weste; Rote Wache; Rote Avantgarde[29][45]

Unter diesen Namen war „50 Cent Party“ (五毛党) der gebräuchlichste und entwürdigendste inoffizielle Begriff. Es wurde von chinesischen Netizens als Satire geschaffen. Viele führen die Herkunft des Namens „50 Cent“ auf die Gehälter der Werbeabteilung von Changsha zurück, die laut der englischen Version der Global Times das Grundeinkommen der Internet-Kommentatoren seit Oktober 2004 mit 50 Cent Vermerk[1] pro Beitrag ergänzt hat.
Der Begriff wird von zynischen chinesischen Netizens abfällig auf jede Person angewandt, die offen pro-kommunistische Parteigedanken online ausdrückt. Es gibt jedoch ein anderes Wort „5 US-Cent“ (五美分), das von einigen Netizens benutzt wird, um parteifeindliche Kommentare zu verunglimpfen, mit der Folge, dass diese Kommentatoren von den Regierungen der Vereinigten Staaten, Taiwans oder anderer westlicher Länder angeheuert werden. Zhang Shengjun, Professor für internationale Politik an der Universität Pekings, veröffentlichte einen Artikel mit dem Titel Wer hätte Angst vor der Mütze der „50 Cent Party“? in der chinesischen Version der Global Times, in dem er sagte, dass der Begriff durch westliche Medien verbreitet wird, „er ist zu einem Schlagstock geworden, der allen chinesischen Patrioten zuwinkt“, um die chinesische Regierung zu einem ständigen Ziel der Kritik zu machen.
Der chinesische Cyberspace ist auch bekannt für seine ideologischen Wettbewerbe zwischen „Rechtsextremen“ – Reformisten, die für demokratische Reformen im westlichen Stil eintreten, versus „Linksgerichteten“ – Konservativen und Neokonfuzianisten, die für den chinesischen Nationalismus und den umstrukturierten Sozialismus eintreten. Vor diesem Hintergrund bezeichnen Rechtsextreme die Linken manchmal abwertend als „50 Center“, unabhängig von ihrem tatsächlichen beruflichen Hintergrund.
Die in Hongkong ansässige Zeitung Apple Daily berichtete, dass, obwohl eine Suche nach „五毛党“ (50 Cent Party auf Chinesisch) auf einer Suchmaschine Ergebnisse liefert, die meisten nicht zugänglich und gelöscht worden waren.

## Auswirkungen und Meinungen
Die Aktivitäten der Internet-Kommentatoren/50-Cent-Party wurden vom Generalsekretär der Kommunistischen Partei Chinas, Hu Jintao als „ein neues Muster öffentlicher Meinungsführung“ beschrieben. Sie repräsentieren eine Verschiebung vom einfachen Löschen abweichender Meinungen zum Leiten des Dialogs dar, damit die „Wahrheit nicht der sozialen Stabilität schadet“. Im Jahr 2010 gab eine Mitwirkende der Zeitung The Huffington Post an, dass einige Kommentare, die sie zu einem ihrer Beiträge erhielt, von der 50 Cent Party stammten. Sie erklärte auch, dass die 50 Cent Party populäre US-Websites, Nachrichtenseiten und Blogs überwacht und Kommentare veröffentlicht, die chinesische Regierungsinteressen fördern.
David Wertime von dem Magazin Foreign Policy argumentierte, dass die Behauptung, dass eine große Armee von bezahlten Internet-Kommentatoren hinter Chinas schlechtem öffentlichen Dialog mit seinen Kritikern steht, „orwellianisch, doch seltsam tröstlich“ sei. Vielmehr würden viele der chinesischen Netizen, die nationalistische Gefühle online verbreiten, nicht bezahlt, sondern seien oft von dem, was sie sagen, überzeugt.
Die sogenannten „Little Pinks“, die unbezahlt ihre patriotischen Gesinnungen verbreiten, werden in Anlehnung an die Bezeichnung „50 Cent Party“  bzw. „50-Cent-Armee“auch als „0-Cent-Armee“ bezeichnet.
In Australien wurde der Begriff in der anhaltenden Debatte über den chinesischen Einfluss im Land abwertend verwendet.